# Psychotria nacdado
Psychotria nacdado är en måreväxtart som beskrevs av André Guillaumin. Psychotria nacdado ingår i släktet Psychotria och familjen måreväxter. Inga underarter finns listade i Catalogue of Life.